# Melanagromyza heatoni
Melanagromyza heatoni este o specie de muște din genul Melanagromyza, familia Agromyzidae, descrisă de Spencer în anul 1990.
Este endemică în Kenya. Conform Catalogue of Life specia Melanagromyza heatoni nu are subspecii cunoscute.